# Cratere Tereus
Tereus è un cratere sulla superficie di Dione.